# 铁路、海事和运输工人全国联盟
铁路、海事和运输工人全国联盟（英語：National Union of Rail, Maritime and Transport Workers，缩写为RMT）是英国的一个运输行业工会联合会。该组织成立于1990年。该组织的创始人是鲍勃·克劳。该组织的总部位于伦敦。该组织有82278名成员。该组织是世界工会联合会和工会主义和社会主义联盟的成员。

## 外部連結
- 官方网站